# Jan Anděl
Jan Anděl (17. února 1911 Urmín – 11. dubna 1948 les u obce Libá) byl slovenský voják, který byl v roce 1948 zastřelen československými příslušníky SNB při pokusu překročit státní hranici do Západního Německa při útěku z Československa.

## Život
Narodil se v roce 1911 v Urmíně otci Janovi a matce Anně. V mládí žil v Ivance pri Nitre. Po absolvování čtyř tříd lidové školy navštěvoval dva roky měšťanskou školu. Později se vyučil obuvníkem a začal pracovat u obuvnické firmy Baťa Tomáše Bati. Měl zřejmě pět sourozenců.
V říjnu 1931 nastoupil povinnou vojenskou službu. Působení na ní ukončil v lednu 1933, přičemž byl v hodnosti svobodníka. Během svého působení na vojně se v roce 1932 oženil se svou přítelkyní Pavlou. Páru se narodily tři děti; dcera Blažena (* 1935), syn Jan (* 1939) a dcera Pavla (* 1948). Svými nadřízenými byl později popisován jako kamarádský a veselý, místy však lehkomyslný muž.

### Druhá světová válka
Po okupaci Československa v březnu 1939 emigroval do Francie přes území Polska. V červnu 1939 byl jako člen Cizinecké legie umístěn v Sidi Bel Abbès v dnešním Alžírsku a později umístěn k 1. pluku ve městě Saïda, rovněž v dnešním Alžírsku. V září 1939 se stal členem 1. pěšího pluku Československé armády ve francouzském Agde. Od ledna 1940 poté působil u 3. pěšího pluku. Téhož měsíce mu byla udělena hodnost desátníka. Od května do června 1940 byl poté členem 1. baterie 1. dělostřeleckého pluku. V červenci 1940 byl evakuován do Velké Británie poté, co o měsíc dříve kapitulovala Francie. V ní se stal členem prvního dělostřeleckého oddílu. Už v září 1940 se ovšem stal členem prvního praporu 1. československé brigády a v lednu 1941 2. roty pěšího praporu. V listopadu 1942 došlo k jeho degradaci do hodnosti vojína, přičemž se zároveň stal členem první roty 1. pěšího praporu. O měsíc později ale začal pracovat v Brigádních tankových dílnách. V březnu 1944 byl za své počínání v bojích vyznamenán Československou vojenskou pamětní medailí. Od června do září 1944 byl poté členem motopraporu. V září 1944 se podílel na osvobozování Francie a od října téhož roku se účastnil obléhání Dunkerque. Ještě těsně před koncem druhé světové války byl v dubnu 1945 opět povýšen do hodnosti svobodníka.

### Po válce
V červenci 1945 začal sloužit u vojenské jednotky v Plzni, ale ještě v září 1945 byl převelen do armádní zálohy. Ještě o měsíc dříve, v srpnu 1945, získal národní správu nad hotelem ve Františkových Lázních, který od roku 1946 se svou ženou provozoval, přičemž sám pracoval jako obsluha jeho restaurace. V zimní sezóně pracoval v pivovaru v Chebu. V dubnu 1946 mu bylo uděleno několik dalších ocenění včetně Československého válečného kříže a Medaile za chrabrost.

### Po Únoru 1948
Ještě před únorovým převratem začal ilegálně převádět osoby přes státní hranici. Tuto činnost pak po převratu ještě zintenzivnil a v březnu 1948 se ke stejnému činu rozhodl sám poté, co se dozvěděl o úmrtí Jana Masaryka a sledoval vývoj situace v zemi. Komunistický režim mu navíc chtěl znárodnit jeho hotel. Ještě téhož měsíce při překročení hranice zranil jednoho příslušníka SNB.

#### Útěk ze země a smrt
Se svou rodinou se rozhodl Československo definitivně opustit 11. dubna 1948, přičemž státní hranici ležící na Železné oponě chtěl překročit dohromady spolu s dalšími téměř dvěma desítkami osob, které měly hranici překročit v menších skupinách. Skupina ke státní hranici došla ve večerních hodinách z Františkových Lázní. Během pochodu však byla spatřena svědkem, který její skutečnost ohlásil. V momentě jejího příchodu ke hranici tak na její přítomnost byli příslušníci SNB připraveni. Poté, co skupina vyšla z lesa, byla vyzvána k zastavení. Skupina se ovšem otočila a utíkala zpět do lesa. Při potyčce s příslušníkem SNB byl poté Anděl zastřelen jiným příslušníkem SNB, který na zápasící dvojici opakovaně vystřelil, přičemž těžce zranil i zápasícího příslušníka SNB. Jeho poslední slova před smrtí byla „Ty kurvo!“, která vykřikl, když se jej příslušník SNB ozbrojený samopalem pokusil zadržet.

#### Dozvuky
Po Andělově smrti, která nastala prakticky ihned zásahem do hrudníku, byli zatčeni všichni jím vedení uprchlíci. Pohřben byl o několik dní později v Chebu. Příslušník SNB, který jej zastřelil, byl za svůj postup, kdy střílel v naprosté tmě, pokárán, ale potrestán nijak nebyl. Po sametové revoluci byl případ v říjnu 2003 odložen. Většině osob, které byly součástí skupiny, se nakonec na západ dostat podařilo později.
U Libé se nachází pomník připomínající jeho potyčku s příslušníky SNB v březnu 1948 a u obce Lužná (která je dnes součástí obce Libá) se nachází památník připomínající potyčku, při níž zemřel.